# Kayden Carter
Allyssa Lyn "Lacey" Lane (Winter Park, 20 de maio de 1988) é uma lutadora profissional americana. Ela é mais conhecida por seu tempo na WWE, onde se apresentou sob o nome de ringue Kayden Carter. Ao lado de Katana Chance, ela foi uma vez campeã de duplas femininas do NXT, detendo o recorde do reinado mais longo na história do título, e uma vez campeã de duplas femininas da WWE. Carter e Chance também são a primeira dupla feminina a conquistar os títulos de duplas femininas tanto da WWE quanto do NXT.

## Início de vida
Lane nasceu de pai jamaicano e mãe filipina. Ela jogou basquete na Faculdade Comunitária Monroe antes de se transferir para a Universidade Shaw. Lá, ela ganhou um campeonato da Divisão II da NCAA em 2012, ano em que se formou Magna Cum Laude em gestão recreativa.

## Carreira na luta livre profissional

### Primeiros anos
Lane se matriculou na Team 3D Academy em 2016 e lutou regularmente para várias promoções independentes na Flórida. Sua primeira partida pública foi um combate vencedor contra Trish Adora para a promoção Go Wrestle em Daytona Beach em agosto de 2016. Lane fez um teste no WWE Performance Center em fevereiro de 2017, após o qual ela recebeu um contrato de desenvolvimento. No entanto, um exame físico revelou artrite no joelho e o contrato foi rescindido. Lane passou quatro meses reabilitando o joelho e, em novembro de 2017, ingressou no The Crash Lucha Libre em Tijuana, Baja California, México, vencendo o Campeonato Feminino de Keyra em 20 de janeiro de 2018. Ela deteve o título por 175 dias antes de perdê-lo para Tessa Blanchard em uma luta triple threat que também incluiu Santana Garrett em 14 de julho de 2018.

### WWE (2018–2025)

#### Primeiros anos (2018–2020)

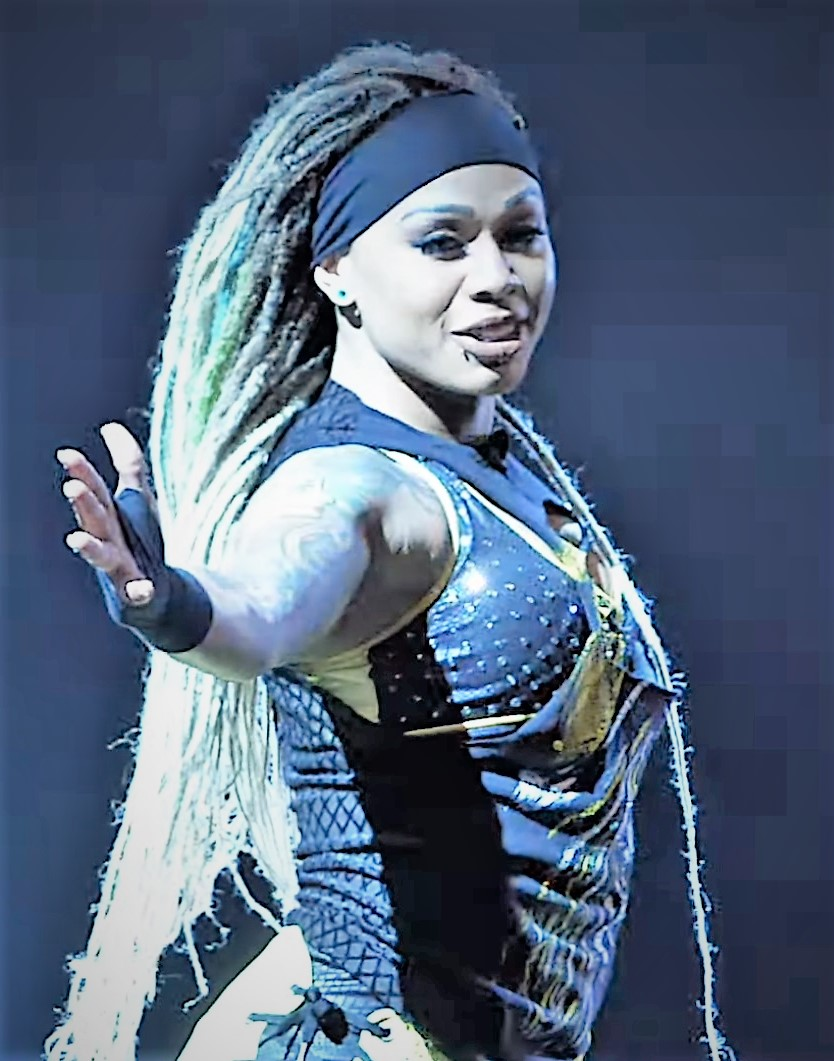
Carter posando em Orlando em 2020.

Depois de passar por um segundo físico, Lane assinou com a WWE em julho de 2018. Lane participou do Mae Young Classic daquele ano, derrotando Vanessa Kraven na primeira rodada e Taynara Conti na segunda rodada, antes de ser derrotada por Meiko Satomura nas quartas de final. Em setembro de 2019, o nome no ringue de Lane foi alterado para Kayden Carter. No episódio de 29 de janeiro de 2020 do NXT, Carter teve sua primeira vitória na televisão, derrotando Chelsea Green. Ela foi derrotada em sua revanche no episódio de 19 de fevereiro do NXT.

#### NXT e parceria com Katana Chance (2018–2025)
No episódio de 16 de setembro do NXT, Carter se uniu a Kacy Catanzaro em uma vitória contra Jessi Kamea e Xia Li. Na semana seguinte, ela competiu em uma battle royal para determinar a candidata número um ao Campeonato Feminino do NXT, mas foi eliminada por Raquel González. No episódio de 30 de setembro do NXT, Carter lutou com Li e a derrotou, oferecendo um aperto de mão após a luta, mas foi empurrada para o tatame.
Carter e Catanzaro participaram do torneio Dusty Rhodes Tag Team Classic Feminino de 2021, derrotando Mercedes Martinez e Toni Storm nas quartas de final, mas foram derrotadas por Dakota Kai e Raquel González nas semifinais. Elas então rivalizariam com Xia Li depois de serem constantemente atacadas por ela nas semanas seguintes. No episódio de 10 de março do NXT, Carter perdeu para Li por desqualificação após Catanzaro acertar a última com uma muleta. Elas perderiam para Li em uma luta handicap no episódio de 31 de março do NXT, com Carter sendo nocauteada na rampa por Mei Ying de Tian Sha. Carter e Catanzaro anunciaram no episódio de 4 de maio do NXT que decidiram deixar Li em paz. No episódio de 27 de julho do NXT, elas derrotaram Franky Monet e Jessi Kamea. No episódio de 24 de agosto do NXT, depois de derrotar Gigi Dolin e Jacy Jayne, Carter e Catanzaro anunciaram que iriam atrás do Campeonato de Duplas Femininas do NXT. Elas tiveram sua chance no episódio da semana seguinte, perdendo para as campeãs Io Shirai e Zoey Stark. Carter e Catanzaro entraram no Dusty Rhodes Tag Team Classic feminino de 2022, onde derrotaram Ivy Nile e Tatum Paxley da Diamond Mine na primeira rodada, mas perderam para Kay Lee Ray e Io Shirai nas semifinais. Depois de derrotar Yulisa Leon e Valentina Feroz no episódio de 26 de abril do NXT, Carter e Chance perseguiram o Campeonato de Duplas Femininas do NXT, onde não conseguiram ganhar os títulos no NXT In Your House de Toxic Attraction. Depois de perder, Carter e Chance começaram uma lenta virada para vilãs, onde não conseguiram se tornar desafiantes número #1 pelo Campeonato de Duplas Femininas do NXT ao serem derrotadas por Cora Jade e Roxanne Perez, no episódio de 28 de junho do NXT.
Carter e Chance ganharam o vago Campeonato de Duplas Femininas do NXT em uma luta fatal four-way de eliminação de duplas, eliminando Toxic Attraction, no episódio de 2 de agosto do NXT, marcando o primeiro título profissional de Chance e o primeiro título de Carter na WWE. Elas defenderam os títulos contra Doudrop e Nikki A.S.H. no evento Worlds Collide, e contra Nikkita Lyons e Zoey Stark nos episódios de 25 de outubro e 8 de novembro do NXT. Em 8 de janeiro de 2023, Carter e Catanzaro se tornaram as campeãs com o reinado mais longo da história do Campeonato de Duplas Femininas do NXT. No episódio de 24 de janeiro do NXT, elas defenderam com sucesso os títulos contra Alba Fyre e Sol Ruca. No evento NXT Vengeance Day, Carter e Chance perderam os títulos para Fallon Henley e Kiana James, encerrando seu reinado recorde em 186 dias.
Como parte do Draft da WWE de 2023, Carter e Chance foram escolhidas para a marca Raw. Elas fizeram sua estreia no plantel principal no episódio de 5 de junho do Raw, em uma derrota para as campeãs de duplas femininas da WWE, Ronda Rousey e Shayna Baszler. No episódio de 11 de dezembro do Raw, foi anunciado que Carter e Chance se tornaram as novas desafiantes número um ao Campeonato de Duplas Femininas da WWE e desafiariam Chelsea Green e Piper Niven pelos títulos. Elas derrotaram Green e Niven para conquistar os títulos, tornando-se a primeira dupla feminina a vencer tanto o Campeonato de Duplas Femininas da WWE quanto o Campeonato de Duplas Femininas do NXT. Carter e Chance fizeram sua primeira defesa bem-sucedida de título no episódio de 8 de janeiro de 2024 do Raw, ao derrotarem Green e Niven em uma revanche. No episódio de 26 de janeiro do SmackDown, elas perderam os títulos para The Kabuki Warriors (Asuka e Kairi Sane), do grupo Damage CTRL, encerrando seu reinado em 39 dias.
Em fevereiro de 2025, Carter e Chance foram transferidas para a marca SmackDown como parte da janela de transferências pós-Draft de 2024. Em 2 de maio, Carter e Chance foram dispensadas da WWE.

## Outras mídias
Lane fez sua estreia em videogames como personagem jogável no WWE 2K23, e também é jogável no WWE 2K24 e WWE 2K25.

## Títulos e prêmios

### Basquetebol
- Campeã do torneio feminino de basquete da CIAA (2 vezes) (2011, 2012)
- Campeã nacional da NCAA Divisão II (1 vez) (2012)

### Luta profissional
- Pro Wrestling Illustrated
  - PWI a colocou na #78ª posição das 100 melhores duplas no PWI Tag Team 100 em 2023 - com Katana Chance[43]
- The Crash Lucha Libre
  - Campeonato Feminino da The Crash (1 vez)
- WWE
  - Campeonato de Duplas Femininas da WWE (1 vez) – com Katana Chance[44]
  - Campeonato de Duplas Femininas do NXT (1 vez) – com Katana Chance[45]